# Liga Artzit
La Liga Artzit (in ebraico ליגה ארצית‎?, "Lega statale") è stata la terza divisione del campionato israeliano di calcio dal 1999 al 2009, anno in cui fu soppressa.
Precedentemente, dal 1974 (anno della sua istituzione) al 1999, ne era stata la seconda divisione.

## Formula
Il numero delle squadre partecipanti fu di 12 squadre (salvo il periodo dal 1975 al 1999, quando vi parteciparono 14 squadre), che si affrontavano in un girone all'italiana con partite di andata e ritorno.
Come nella maggior parte degli altri campionati nazionali, venivano assegnati 3 punti per la vittoria, 1 punto per il pareggio e 0 per la sconfitta.